# Da Capo (orkest)
Het salonorkest Da Capo is een klein orkest dat is opgericht in 1985. Het bestaat uit zeven beroepsmusici die elk aan het conservatorium in Maastricht hebben gestudeerd. Het salonorkest Da Capo is internationaal bekend en is vaak te gast bij radioprogramma's. Ook maakt het orkest regelmatig tournees door binnen- en buitenland.
Da Capo bestaat uit Ernest Frissen (viool), Marieke Keser (viool), Christianne van Gelder (fluit/piccolo), Alex Geller (cello), Constant Notten (piano), Jan Knooren (contrabas) en Paul Jussen (slagwerk)
Lucas en Arthur Jussen zijn zoons van Christianne van Gelder en Paul Jussen en bekende getalenteerde pianisten die meestal samen optreden.